# Полтавська спеціальна загальноосвітня школа-інтернат

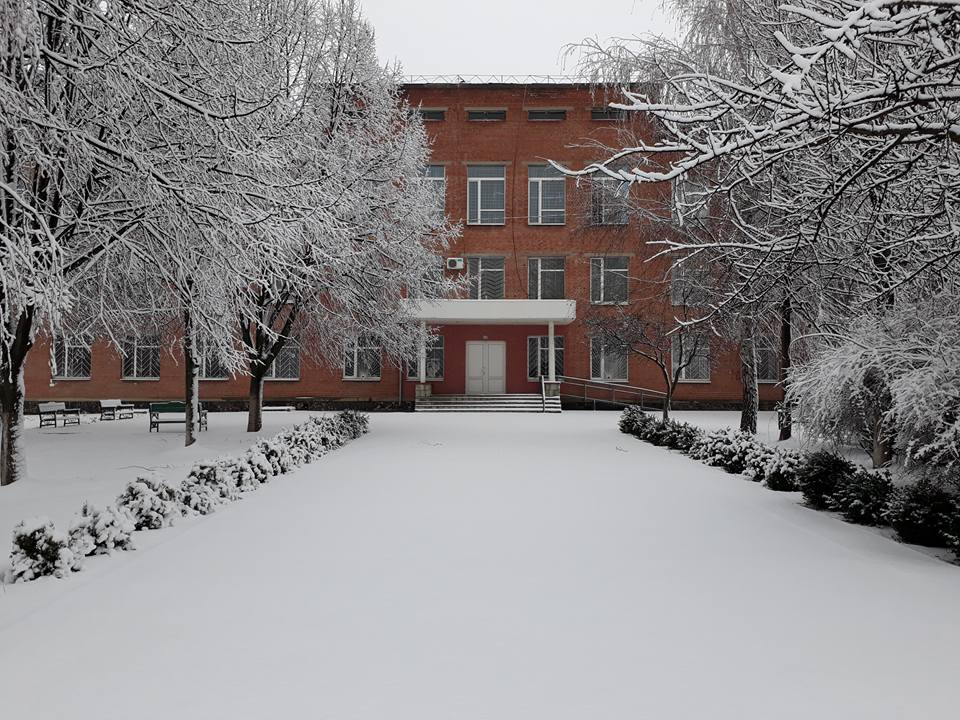
Приміщення Полтавської спеціальної загальноосвітньої школи, збудоване в 1978 році.

Полтавська спеціальна загальноосвітня школа-інтернат І-III ступенів Полтавської обласної ради — створена 1921 року, як Полтавський дитячий будинок глухонімих (м. Полтава, Полтавська губернія, Українська Соціалістична Радянська Республіка (УСРР)

## Історія виникнення
У 1898 р. у складі Відомства закладів імператриця Марія заснувала «Опікунство про глухонімих». Основними завданнями Опікунства було, по-перше, схиляння до благодійних фінансових пожертвувань як приватних осіб, так і різних громадських організацій, по-друге, використання зібраних коштів для субсидування навчальних закладів для глухонімих.
У 1899—1900 рр. Опікунська Рада розіслала губернаторам Російської імперії листи, у яких роз'яснювала важливість існування шкіл-хуторів та закликала підтримати ініціативу щодо їх створення. Позитивно активними реальними діями відреагували на заклик лише дві особи, причому обидві з України. Це — глухонімий купець з Лохвиці Микола Варда, котрий свого часу закінчив Санкт-Петербурзьке училище глухонімих, та міський голова Олександрійська Ф. Мовчановський. Завдяки фінансовій підтримці земств Полтавської губернії та міста Лохвиця Микола Варда заснував хутір на 20 осіб. (2, с. 150—152)?
Перша школа-хутір для глухонімих дітей в Полтавській губернії була заснована 14 листопада 1901 року в містечку Лохвиця глухонімими братами, купцями другої гільдії Михайлом і Миколою Вардами — випускниками Санкт-Петербурзького імператорського училища глухонімих.
Школа перебувала під патронатом губернського земства, субсидії на утримання якої, починаючи з 1903 р., постійно зростали: ця практика продовжувалася і під час війни (1, с. 18-21)?.
Вона надавала своїм вихованцям початкову освіту. У школі вивчалися такі предмети: читання, письмо, арифметика, короткі відомості з історії, географія, природознавство, Закон Божий. При цьому використовувався мімічний метод. Здібні учні вчилися усної мови, але широко використовувалась дактильна мова. Школа мала сільськогосподарський ухил, значна увага приділялась роботі учнів у майстернях, які давали школі невеликий прибуток. Приватна благодійність підтримувала існування цієї школи, але найбільшу кількість учнів вона мала у 1911 році — 26 вихованців.
У школі використовувався мімічний метод, намагалися також навчати дітей усної словесної мови. М. Д. Варда висловлював побажання, аби «…в школі глухонімих дітей навчали необхідних наукових предметів усної мови неодмінно з мімікою, як допоміжним засобом до усної мови…». З 1910 року школа-хутір перейшла на чистий усний метод навчання.
Лохвицька школа для глухонімих проіснувала 16 років і припинила своє існування в 1917 році. Як наслідок, на території України більше не було жодної школи для глухонімих дітей, де навчання проводилося б українською мовою.

## Полтавський дитячий будинок глухонімих
За спогадами глухих М. Долгіна та М. Коновалова до 1917 року в Полтаві існувала приватна школа, де вчилися глухі діти заможних батьків, директором якої була Ліщинська Ганна Іванівна.
Після революції її навчальний заклад стає державним. У 1921 році в Полтаві за адресою вул. Г. Сковороди, 9 (раніше вул. Колонійській, 9) було відкрито Полтавський основний дитячий будинок глухонімих, від якого бере свій початок існування Полтавської спеціальної школи-інтернату для глухих дітей. За офіційними даними на вересень 1924 р. в Полтавському дитячому будинку навчалося 35 дітей: хлопців — 14, дівчат — 21, до семи років — 4 дитини, від 7 до 14 років — 27 учнів, понад 14 років — 4 учні.
На 1 січня 1926 р. в школі здобували освіту 39 дітей, адміністративний персонал нараховував 8 осіб, технічний — 3. Школа існувала за рахунок місцевого бюджету.
За 87 років свого існування Полтавська спеціальна школа для глухих дітей не мала постійної адреси і змінювалась вона 6 разів. Влада міста переводила навчальний заклад з одного місця в інше. Так другим місцем перебування школи була вул. Садова (неподалік музею В. Короленка). Згодом місцем розташування школи став провулок Капельгородського (раніше пров. Гончарний), потім адресою дислокації школи стала площа Конституції (раніше площа Леніна біля Сонячного парку).

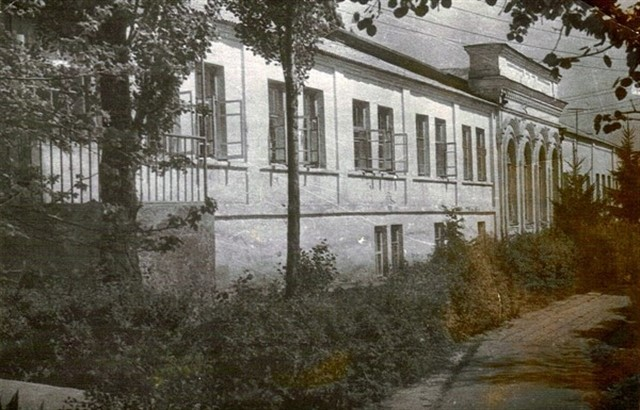
Приміщення Полтавського дитячого будинку для глухонімих після ІІ Світової війни

Повернувшись з евакуації після закінчення Другої світової війни, для школи передали колишню садибу П. А. Фон-Гарнієра та його попередників, яка тепер має адресу: вулиця Покровська, 38.
1 вересня 1978 року школа розташовується в мікрорайоні Огнівка, за адресою вул. Станіславського, 6 (з 2023 р. — вул. Дмитра Пругла, 6). Тоді для школи було збудовано триповерховий будинок. Будівництво школи проходило під керівництвом директорів школи Лінського Бориса Петровича і Кашкалди Євгена Костянтиновича.
За період існування навчального закладу особливо відзначилася директор Ліщинська Ганна Іванівна, котра керувала школою до війни й після війни.
Директорами школи у різні часи були:
1921—1924 роки — Колесникова Марія Самуїлівна (1871—1947).
1924—1930 роки — Поповіченко Степан Іванович, 1883 р.н.
1930—???  роки - Колесникова Марія Самуїлівна (1871—1947)
…? -1960 роки — Ліщинська Ганна Іванівна;
1960—1962 роки — Дідусьов Федір Петрович;
1962—1964 роки — Шаповал Михайло Федорович;
1964—1973 роки — Смільняк Павло Іванович;
1973—1975 роки — Лінський Борис Петрович;
1975—1981 роки — Кашкалда Євген Костянтинович;
1981—2000 роки — Дегтяр Павло Павлович;
2000—2019 роки — Бавикіна Ольга Іванівна.
З 10 травня 2012 року школа має назву Полтавська спеціальна загальноосвітня школа-інтернат І-III ступенів Полтавської обласної ради. з 2013 року в школі створені класи для учнів з тяжкими порушеннями мовлення.
З лютого 2022 року школа має назву Полтавська спеціальна школа Полтавської обласної ради. 